# Hamlet Amado Melo
Hamlet Amado Sánchez Melo (Higüey, La Altagracia, 23 de junio de 1974) es un político, abogado, empresario y filántropo dominicano. Es miembro del partido Fuerza del Pueblo. Fue elegido Diputado al Congreso Nacional de la República Dominicana por la provincia de La Altagracia para el período 2010-2016, 2016-2020, 2020-2024 y 2024-2028.
Hamlet ha ayudado a numerosas familias de escasos recursos y es uno de los políticos más influyentes de provincia La Altagracia. Ha introducido varios proyectos de ley, como el que prohíbe el acoso en las escuelas.

## Biografía
Hijo de Barón Sánchez Añil y Leyda Amada Melo Quezada, nació el 23 de junio de 1974 en Salvaleón de Higüey, municipio cabecera de la provincia La Altagracia. Inició sus estudios primarios en el colegio Nuestra Señora de la Altagracia y los secundarios en el colegio Orfelina Pillier y en el G. Holmes Braddock Senior High, Miami, Florida. Realizó sus estudios universitarios en la Universidad Autónoma de Santo Domingo (UASD), graduándose de licenciado en Derecho en 2004. Estudió una maestría  en Ciencias Políticas en el Instituto Global de Altos Estudios en Ciencias Sociales (IGlobal) y la Universidad de Salamanca en 2010, el cual le fue entregado por el entonces presidente de la República, Leonel Fernández.
Aunque hoy es un abogado, el sueño de Hamlet era ser un arquitecto. Eso lo llevó, en 1992, a participar en un concurso realizado por la feria Youth Fair, la cual se realizaba anualmente en Miami, Florida. Hamlet ganó en el segundo lugar. En el año siguiente, en 1992, se vio precisado a hacerse cargo del negocio familiar en República Dominicana; la farmacia, y cuidar de su abuelo; o continuar sus estudios en Miami, donde estudiaría arquitectura. Hamlet, finalmente decidió hacerse cargo del negocio y cuidar a su abuelo, que por el peso de los años ya era muy vejestorio para estar al frente del negocio; abandonando así su aspiración personal de ser un arquitecto.
En el  año 1995 pasó a ser el presidente de la compañía y le cambió el nombre a "Farmacias Amado Melo". En el año 2000 le compró las acciones a sus tíos, obteniendo más del 80% de la empresa. Su madre, Leyda Melo, poseía más del 15% de las acciones. Más tarde, Hamlet se hizo con el 100%, aunque sostiene que a pesar de ser el presidente, Farmacias Melo sigue siendo un negocio familiar.
En el año 1999 inició sus estudios universitarios en el Centro Universitario Regional del Este (CURE), que es una extensión regional de la Universidad Autónoma de Santo Domingo. En 2004 se graduó de Dr. en Derecho.

## Carrera política
Hamlet Amado Melo inició sus actividades políticas en 1994, simpatizando por el Partido de la Liberación Dominicana y pasó formalmente a ser miembro de esa organización política ese mismo año. Inmediatamente fue presidente de comité de base de su localidad y en el 2002 fundó el Movimiento Empresarial Melo (MELO), el cual contribuyó al triunfo del Partido de la Liberación Dominicana de cara a las elecciones congresionales de ese año.
En 2004 ocupó el cargo de inspector de la presidencia hasta agosto del 2008. A principios del año 2009 anunció su intención por aspirar al congreso nacional y a mediados de junio de ese año oficializó sus aspiraciones. El año siguiente, el 16 de agosto del 2010, fue elegido diputado por la provincia La Altagracia. Una vez en el congreso, Hamlet formó parte de la comisión de Tecnología de la Información y Comunicación, de Turismo y la comisión de Juventud. Llevó a cabo varios programas que beneficiaron a la provincia La Altagracia, especialmente el municipio cabecera, Higüey.
Es dirigente político del comité provincial, es decir, del Partido de la Liberación Dominicana en la provincia La Altagracia, delegado electoral y miembro del comité de finanzas de la campaña electoral del 2008, que llevaba a Leonel Fernández como candidato a la presidencia de la República Dominicana.
En el 2015 Hamlet dio a conocer su intención de continuar en el congreso y oficializó sus aspiraciones a las elecciones congresionales del 2016. El 15 de mayo del 2016 fueron celebradas las elecciones generales, donde resultó reelecto para el período siguiente 2016-2020. El 28 de octubre de 2018 fue escogido por la Organización de Naciones Unidas para la Alimentación y la Agricultura, como coordinador del Frente Parlamentario Contra el Hambre para la región del Caribe.